# أوكلي
أوكلي (بالإنجليزية: Simon Ockley)‏ (1089 - 1132 هـ / 1678 - 1720 م ) هو مستشرق إنكليزي.
ولد في إكسيتر سنة 1678 م. دخل كلية الملكة بجامعة كمبردج وهو في الخامسة عشرة من عمره (سنة 1693 م)، وبعدها بسنتين عيّن مدرساً للغة العبرية في نفس الكلية. كما عين سنة 1711 م أستاذا لكرسي آدامز للعربية.

## آثاره
من آثاره:
- ترجمة رسالة «حي بن يقظان» لابن طفيل، وأهدى الترجمة إلى أدورد بوكوك، شيخ المستشرقين الإنكليز، وظهرت الترجمة في لندن سنة 1708 م تحت عنوان:

The Improvement of human reason, exhibited in the Life of Hai ebn Yokdhan. London, 1708.
- «فتح الشام وفارس ومصر على يد المسلمين» The conquest of Syria, Persia and Egypt by the Saracens.[2]